# Carlos E. Valerio
Carlos E. Valerio est un arachnologue costaricien de l'Escuela de Biologia à l'Universidad de Costa Rica.
Il analyse l'arachnofaune centraméricaine.

## Taxons nommés en son honneur
- Opisthacanthus valerioi Lourenço, 1980
- Valeriophonus Viquez & Armas, 2005

## Taxons décrits
- Aphonopelma burica Valerio, 1980
- Aphonopelma crinirufum (Valerio, 1980)
- Aphonopelma sclerothrix (Valerio, 1980)
- Aphonopelma xanthochromum (Valerio, 1980)
- Brachypelma albopilosum Valerio, 1980
- Brachypelma angustum Valerio, 1980
- Brachypelma fossorium Valerio, 1980
- Cyclosternum viridimonte Valerio, 198
- Drymusa dinora Valerio, 1971
- Hebestatis lanthanus Valerio, 1988
- Lasiodora brevibulba (Valerio, 1980)
- Lasiodora carinata (Valerio, 1980)
- Lasiodora icecu (Valerio, 1980)
- Lasiodora puriscal (Valerio, 1980)
- Lasiodora rubitarsa (Valerio, 1980)
- Metriopelma coloratum Valerio, 1982
- Metriopelma drymusetes Valerio, 1982
- Scytodes diminuta Valerio, 1981
- Scytodes gertschi Valerio, 1981
- Scytodes uligocetes Valerio, 1981
- Sericopelma dota Valerio, 1980
- Sericopelma ferrugineum Valerio, 1980
- Sericopelma generala Valerio, 1980
- Sericopelma immensum Valerio, 1980
- Sericopelma melanotarsum Valerio, 1980
- Sericopelma silvicola Valerio, 1980
- Sericopelma upala Valerio, 1980
- Stichoplastoris asterix (Valerio, 1980)
- Stichoplastoris denticulatus (Valerio, 1980)
- Stichoplastoris elusinus (Valerio, 1980)
- Stichoplastoris obelix (Valerio, 1980)
- Stichoplastoris stylipus (Valerio, 1982)
- Valeriophonus nara (Valerio, 1981)

## Publications
- Valerio, C.E. 1971 : The spider genus Drymusa in the New World (Araneae: Scytodidae). Florida Entomologist, vol. 54, p. 193-200.
- Valerio, C.E. 1979 : Arañas terafósidas de Costa Rica (Araneae: Theraphosidae). II. Psalmopoeus reduncus, redescripción, distribución y el problema de dispersión en terafósidas. Revista de Biología Tropical, vol. 27, p. 301-308.
- Valerio, C.E. 1980 : Arañas terafosidas de Costa Rica (Araneae, Theraphosidae). I. Sericopelma y Brachypelma. Brenesia, vol. 18, p. 259-288.
- Valerio, C.E. 1980 : Arañas terafósidas de Costa Rica (Araneae: Theraphosidae). III. Sphaerobothria, Aphonopelma, Pterinopelma, Citharacanthus, Crypsidromus y Stichoplastus. Revista de Biología Tropical, vol. 28, p. 271-296.
- Valerio, C.E. 1981 : A new specie of Mastigoproctus (Thelyphonidae), the first record of Uropygida from Costa Rica. Bulletin of the American Museum of Natural History, vol. 170, n. 1, p. 15-17 (texte original).
- Valerio, C.E. 1981 : Spitting spiders (Araneae, Scytodidae, Scytodes) from Central America. Bulletin of the American Museum of Natural History, vol. 170, p. 80-89 (texte original).
- Valerio, C.E. 1982 : Arañas terafosidas de Costa Rica (Araneae, Theraphosidae). IV. Generos Metriopelma y Cyclosternum, incluyendo especies de Panama. Brenesia, vol. 19/20, p. 407-423.
- Valerio, C.E. 1983 : Sobre la presencia de Phoneutria boliviensis (F. O. P.-Cambridge) (Araneae, Ctenidae) en Costa Rica. The Journal of Arachnology, vol. 11, p. 101-102.
- Valerio, C.E. 1986 : Mygalomorph spiders in the Barychelidae (Araneae) from Costa Rica. The Journal of Arachnology, vol. 14, p. 93-99.
- Valerio, C.E. 1987 : A species of Hebestatis (Araneae, Ctenizidae) from Costa Rica. The Journal of Arachnology, vol. 15, p. 227-230.

Valerio est l’abréviation habituelle de Carlos E. Valerio en zoologie.

Consulter la liste des abréviations d'auteur en zoologie ou la liste des taxons zoologiques assignés à cet auteur par ZooBank